# زمین‌لرزه یالاپل ۲۰۱۵
زمین‌لرزه یالاپل ۲۰۱۵ زمین‌لرزه‌ای به قدرت ۸٫۳ درجه ریشتر بود که در ۵۵ کیلومتری غرب یالاپل، شیلی، در ۱۶ سپتامبر ۲۰۱۵ رخ داد. حکومت شیلی در پی این زمین‌لرزه از ساکنان مناطق ساحلی درخواست کرد تا آن جا را تخلیه کنند. این زمین‌لرزه باعث لرزش ساختمان‌ها در سانتیاگو، در ۲۳۳ کیلومتری مرکز زمین‌لرزه، شدند و موج‌های سونامی با ارتفاعی بالاتر از ۴ متر در کوکیمبو به ثبت رسیدند.